# Recopa Sul-Americana de 1990
A Recopa Sul-Americana de 1990 foi a segunda edição do torneio, disputada em um jogo único em campo neutro, nos Estados Unidos, entre o campeão da Taça Libertadores da América de 1989, o Atlético Nacional da Colômbia, e o campeão da Supercopa Libertadores 1989, o argentino Boca Juniors.

## Participantes
| Clube             | Cidade       | Classificação                                   | Participação |
| ----------------- | ------------ | ----------------------------------------------- | ------------ |
| Atlético Nacional | Medellín     | Campeão da Copa Libertadores da América de 1989 | 1ª           |
| Boca Juniors      | Buenos Aires | Campeão da Supercopa Libertadores 1989          | 1ª           |

## Final
| 17 de março de 1990 | Boca Juniors | 1 – 0     | Atlético Nacional | Orange Bowl, Miami (Estados Unidos)         |
|                     | Latorre 38'  | Relatório |                   | Público: 9,000 Árbitro: José Roberto Wright |

| Boca Juniors | Atlético Nacional |

| BOCA JUNIORS: |  |            |  |      |
|               |  |            |  |      |
| G             |  | Montoya    |  |      |
| LD            |  | Stafuzza   |  |      |
| Z             |  | Simón      |  |      |
| Z             |  | Cucioffo   |  |      |
| LE            |  | Giunta     |  |      |
| V             |  | Marangoni  |  |      |
| V             |  | Marchesini |  |      |
| M             |  | Ponce      |  |      |
| A             |  | Latorre    |  |      |
| A             |  | Graciani   |  | 76a' |
| A             |  | Itabel     |  | 76b' |
| Substituição: |  |            |  |      |
| V             |  | Soñora     |  | 76a' |
| M             |  | Barberón   |  | 76b' |
| Treinador:    |  |            |  |      |
| Carlos Aimar  |  |            |  |      |

| ATLÉTICO NACIONAL: |  |          |  |     |
|                    |  |          |  |     |
| G                  |  | Higuita  |  |     |
| LD                 |  | Herrera  |  |     |
| Z                  |  | Perea    |  |     |
| Z                  |  | Cassiani |  |     |
| LE                 |  | Gómez    |  |     |
| V                  |  | Pérez    |  | 59' |
| V                  |  | Álvarez  |  |     |
| M                  |  | García   |  |     |
| M                  |  | Arango   |  |     |
| A                  |  | Fajardo  |  |     |
| A                  |  | Arboleda |  | 70' |
| Substituição:      |  |          |  |     |
| A                  |  | Asprilla |  | 59' |
| A                  |  | Galeano  |  | 70' |
| Treinador:         |  |          |  |     |
| Hernán Darío Gómez |  |          |  |     |

| Recopa Sul-Americana 1990        |
| -------------------------------- |
| Boca Juniors Campeão (1º título) |